# Erythromalus
Erythromalus är ett släkte av steklar som beskrevs av Graham 1956. Erythromalus ingår i familjen puppglanssteklar.
Kladogram enligt Catalogue of Life och Dyntaxa:
| Erythromalus | \| \| Erythromalus nubilipennis \| \| \| \| \| \| Erythromalus rufiventris \| \| \| \| |
|              | \| \| Erythromalus nubilipennis \| \| \| \| \| \| Erythromalus rufiventris \| \| \| \| |
|              | Erythromalus nubilipennis                                                              |
|              |                                                                                        |
|              | Erythromalus rufiventris                                                               |
|              |                                                                                        |